# 仁川国际机场铁路2000系电力动车组
仁川国际机场铁路2000系电力动车组（：／）是韩国铁道公社机场快线的一款通勤型电力动车组，在仁川国际机场铁路运营。

## 概况
2000系电力动车组是韩国铁道公社机场快线的列车，是交流用车辆，由现代Rotem生產，在2007年正式使用。运行于仁川国际机场铁路。列车客室车门为電動外置滑轨门，每节车厢共4对车门，列车在两端设有紧急出口。目前均为6编组，共22组，配属于龙游车辆基地。
在2007年仁川國際機場鐵道第一階段通車時，引入了201-209編組。其後於2010年第二期工程通車時，引入了210-220編組。後來於2018年第三階段開放時，引入了221-222編組。與較早前編組不同，221-222編組的車門上方改用了動態路線圖。

## 編組
|          | ←首爾站方向仁川國際機場2號航廈站方向→ |              |              |              |              |              |
| 集電弓   |                                       |              | ◇◇           |              | ◇◇           |              |
| 形式區分 | 21XX形 (Tc)                           | 22XX形 (M)   | 23XX形 (M')  | 24XX形 (T)   | 27XX形 (M')  | 28XX形 (Tc2) |
| 車輛重量 | 33.0t                                 | 38.0t        | 42.0t        | 27.5t        | 42.0t        | 33.0t        |
| 車廂編號 | 2101 ： 2122                          | 2201 ： 2222 | 2301 ： 2322 | 2401 ： 2422 | 2701 ： 2722 | 2801 ： 2822 |

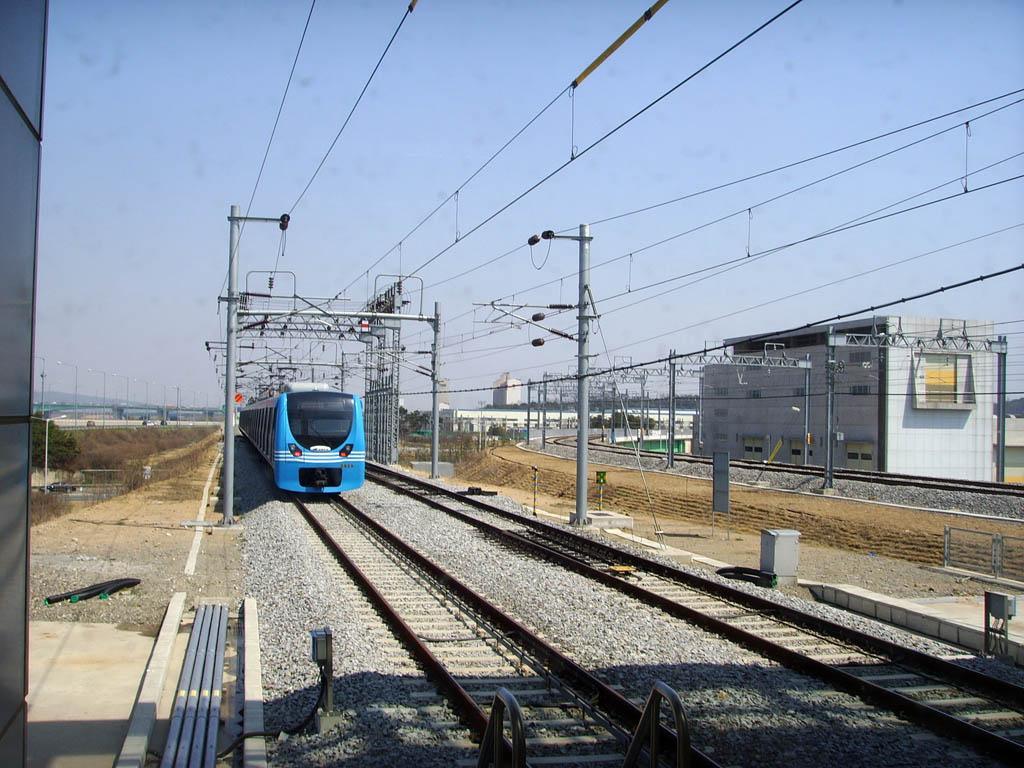
列车在龙游车辆基地
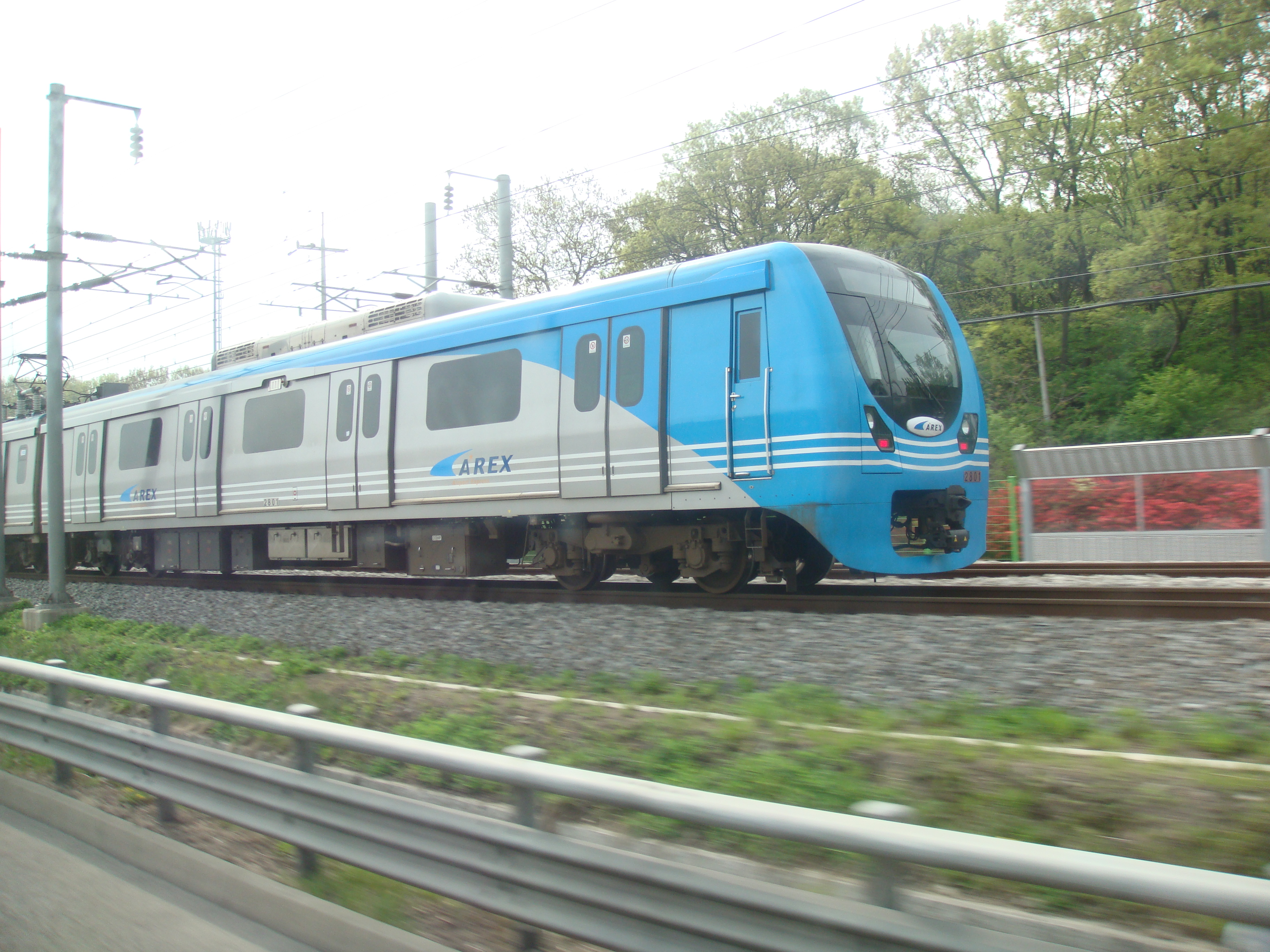
行驶中的列车
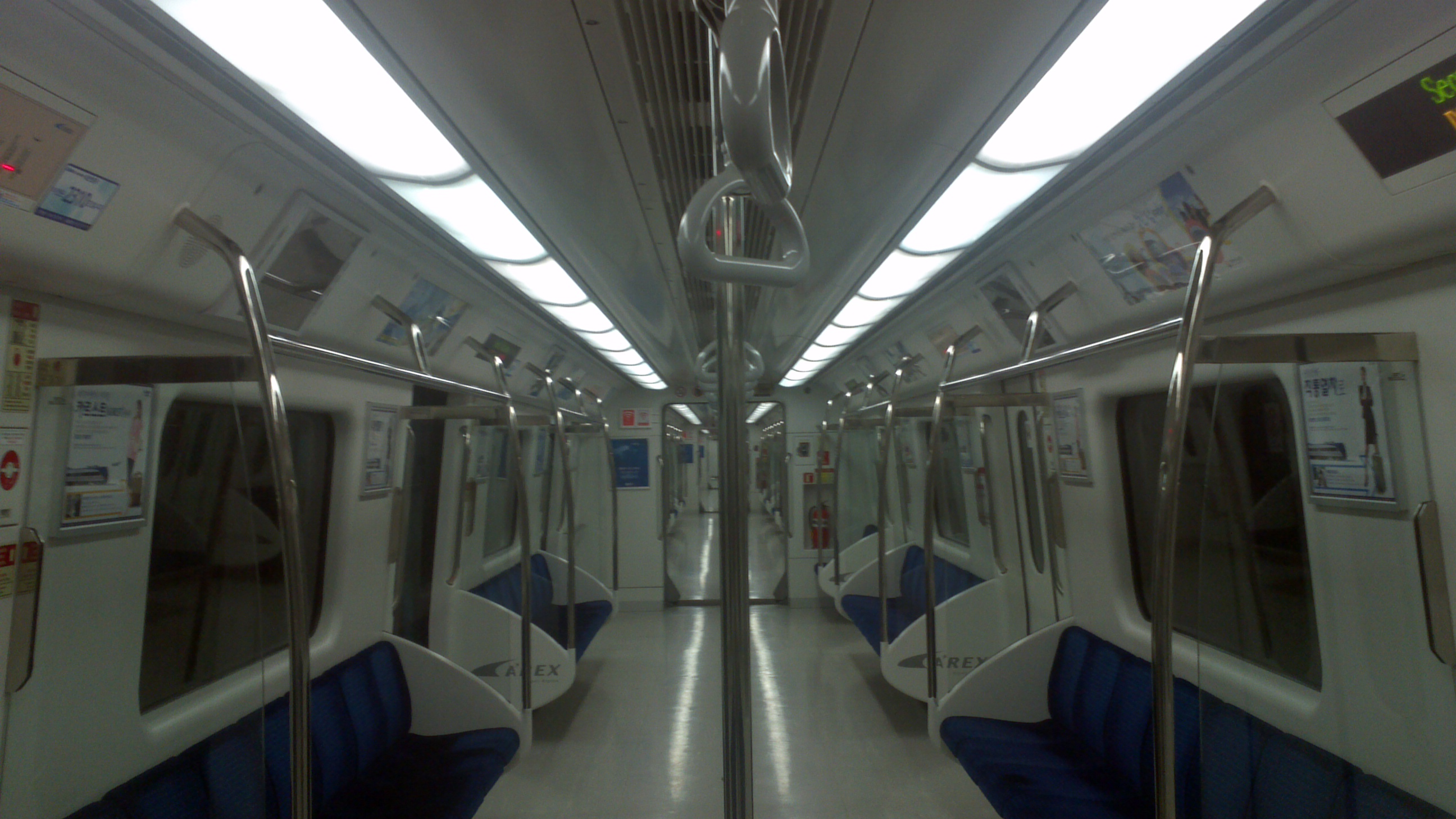
列车内部